# Lebakagung
Lebakagung is een bestuurslaag in het regentschap Garut van de provincie West-Java, Indonesië. Lebakagung telt 5807 inwoners (volkstelling 2010).